# Athetis transversistriata
Athetis transversistriata är en fjärilsart som beskrevs av Embrik Strand 1911. Athetis transversistriata ingår i släktet Athetis och familjen nattflyn. Inga underarter finns listade i Catalogue of Life.